# Музей Н. К. Рериха в Новосибирске
Музей Н. К. Рериха в Новосибирске — музей, посвящённый жизни и деятельности семьи русского художника и общественного деятеля Николая Константиновича Рериха.
Посетители музея имеют возможность познакомиться с философским, научным и художественным наследием Рерихов: Николая Константиновича — известного художника, писателя, учёного, путешественника, деятеля культуры; его супруги Елены Ивановны — философа-мистика, писателя и переводчика; сыновей: Юрия Николаевича — ученого-востоковеда, лингвиста, искусствоведа, этнографа; Святослава Николаевича — художника, учёного и деятеля культуры. В музее представлены репродукции картин, акварели Бориса Абрамова, фотокомпозиции, посвящённые семье Рерихов. Отдельная экспозиция музея рассказывает о его строительстве.

## Уникальность музея

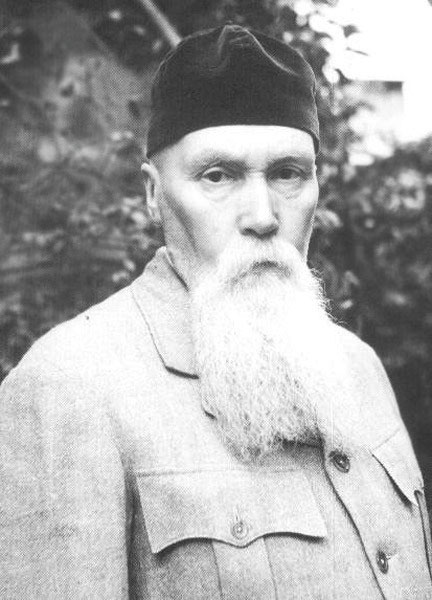
Н. К. Рерих

Музей Н. К. Рериха уникален тем, что он создавался методом народной стройки. Музей организован по инициативе основателя Сибирского Рериховского общества Наталии Дмитриевны Спириной, литератора, посвятившей всю свою жизнь изучению творческого наследия семьи Рерихов.
В кризисный для России 1997 год на её призыв о строительстве Музея Николая Рериха откликнулись тысячи россиян. Свой вклад в создание Музея внесли также жители стран ближнего и дальнего зарубежья. В Новосибирске участниками народной стройки стали около 500 организаций. Существенная помощь была оказана учёными Сибирского отделения Российской Академии наук. Все имена строителей Новосибирского музея Н. К. Рериха, бескорыстно вносивших свои средства, записаны в Почётную книгу вкладов. Она издана в одном экземпляре и хранится как музейный экспонат.
Сметная стоимость музея сейчас составляет почти 18 млн рублей.

## Экспонаты и деятельность музея
Посетители Музея имеют возможность познакомиться с философскими, научными и художественными работами Рерихов. В музее представлены репродукции картин Николая и Святослава Рерихов, фотографии, карты с маршрутами их экспедиций.
Также в Музее проводятся художественные выставки, музыкальные вечера, демонстрируются фильмы студии Сибирского Рериховского Общества, проходят встречи с творческими людьми. Музей участвует в общегородских праздниках, проводит благотворительные мероприятия.